# Amor Bandido
Pour plus de détails, voir Fiche technique et Distribution.
Amor Bandido est un film brésilien réalisé par Bruno Barreto, sorti en 1978.

## Fiche technique
- Titre français : Amor Bandido
- Réalisation : Bruno Barreto
- Scénario : José Louzeiro et Leopoldo Serran
- Pays d'origine : Brésil
- Format : Couleurs - 35 mm - 1,66:1 - Mono
- Genre : drame
- Durée : 95 minutes
- Date de sortie : 1978

## Distribution
- Paulo Gracindo : Galvão
- Cristina Aché : Sandra
- Paulo Guarnieri : Toninho
- Ligia Diniz : Solange
- Flávio São Thiago : Darcy
- Hélio Ary : le vétérinaire
- Vinícius Salvatori : Paranhos
- José Dumont : le témoin
- Roberto Husbands : Itamar